# Pachycondyla mlanjiensis
Pachycondyla mlanjiensis är en myrart som först beskrevs av Arnold 1946.  Pachycondyla mlanjiensis ingår i släktet Pachycondyla och familjen myror. Inga underarter finns listade i Catalogue of Life.